# Eriovixia rhinura
Eriovixia rhinura là một loài nhện trong họ Araneidae.
Loài này thuộc chi Eriovixia. Eriovixia rhinura được Mary Agard Pocock miêu tả năm 1899.